# Nectophrynoides asperginis
Espèce
Statut de conservation UICN

 EW  : Éteint à l'état sauvage
Statut CITES
Nectophrynoides asperginis, le crapaud de jet de Kihansi est une espèce d'amphibiens de la famille des Bufonidae.

## Répartition
Cette espèce est endémique des monts Udzungwa dans l'est de la Tanzanie. Elle se rencontrait entre 600 et 940 m d'altitude dans les gorges de Kihansi. Son aire de répartition couvrait une superficie de moins de deux hectares.

## Description

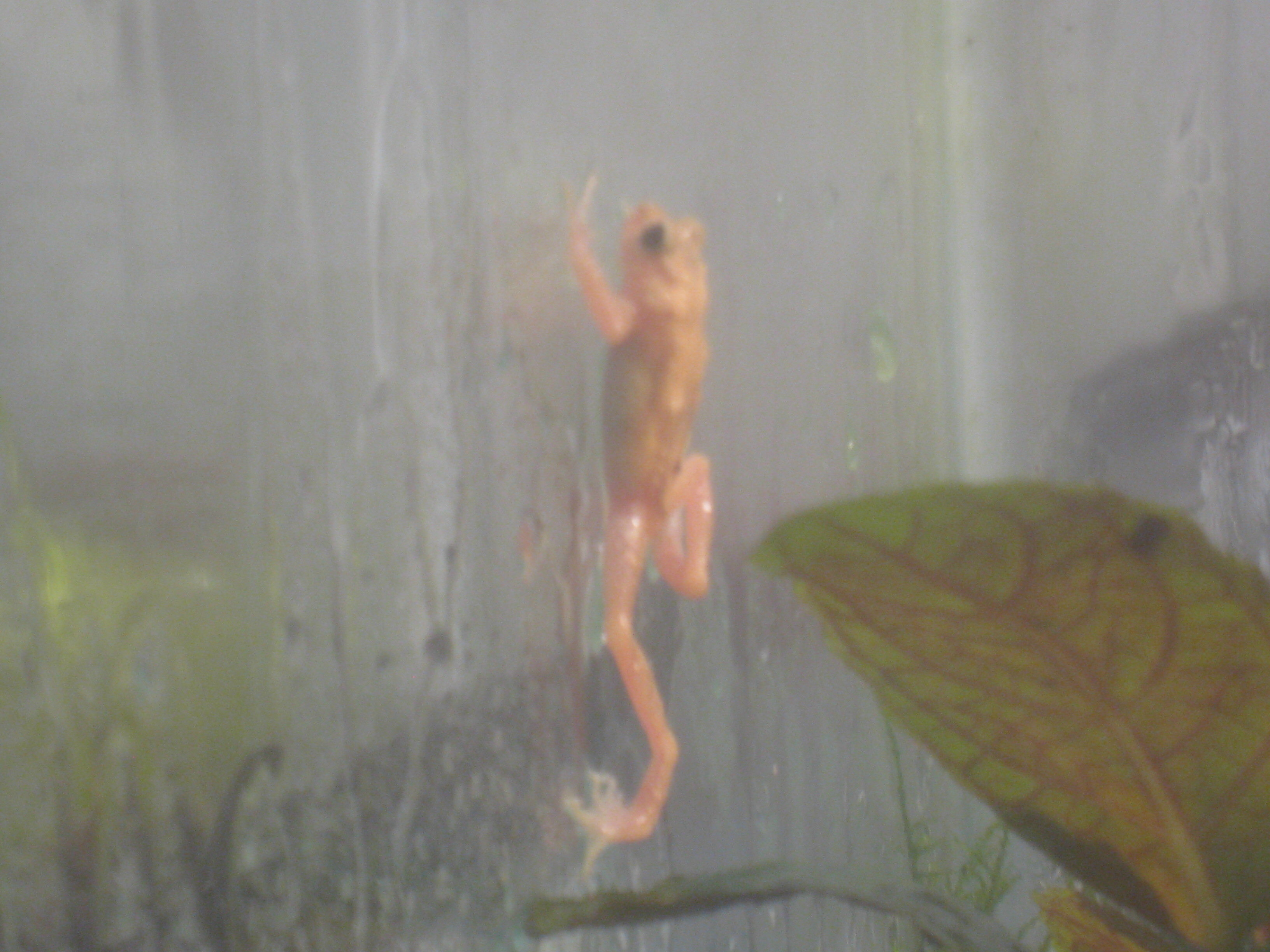
Nectophrynoides asperginis

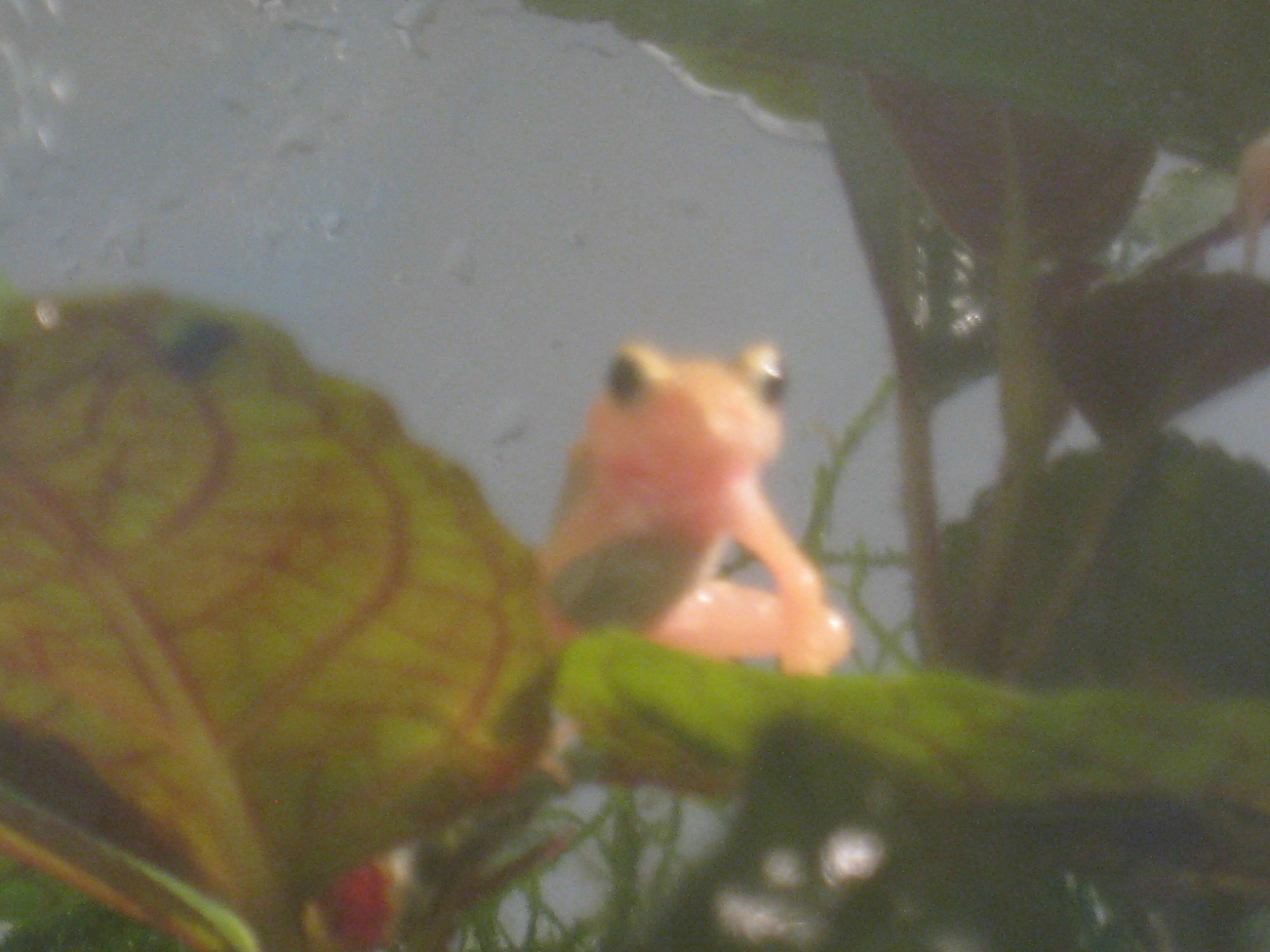
Nectophrynoides asperginis

Nectophrynoides asperginis mesure adulte de 10 à 18 mm.

## Élevage et réintroduction
L'espèce semble disparaître à l'état sauvage vers 2005, en raison de la construction d'une centrale hydroélectrique.
Deux élevages en captivité situés à Toledo et à New York au zoo du Bronx ont été créés. Les colonies captives étaient composées d'un total de 460 individus au 12 février 2007. En 2010, un troisième élevage géré par l'université de Dar es Salaam a été créé en Tanzanie. 2 000 individus ont été relâchés dans leur milieu naturel en décembre 2012.

## Publication originale
- Poynton, Howell, Clarke & Lovett, 1999 "1998" : A critically endangered new species of Nectophrynoides (Anura: Bufonidae) from Kihansi Gorge, Udzungwa Mountains, Tanzania. African Journal of Herpetology, vol. 47, p. 59-67.